# Uma Borboleta Amarela Chamada Esfinge
Uma borboleta amarela chamada Esfinge é um drama epistolar do dramaturgo francês Christian Palustran, encenado pela primeira vez em 1988 no Caveau de la Roëlle em Nancy, por Patrick Schoenstein  .

## Resumo
A obra consiste em trinta e três cartas e está dividida em três partes que correspondem aos três períodos do ano letivo.
Um aluno desconhecido escreve à sua professora de Matemática, fazendo uma pergunta de álgebra sobre “o infinito“. O aluno assina X e pede que ela coloque a sua resposta no monte de trabalhos de casa que passa de mão em mão depois da correção. No início, ela fica relutante. Mas, gradualmente, começa a gostar desta correspondência.
A professora fala dos seus problemas disciplinares com a turma, do tratamento antidepressivo que está a fazer, da sua vida pessoal e da razão pela qual já não usa na jaqueta um broche amarelo em forma de borboleta.
Ela acaba por multiplicar os trabalhos de casa para aumentar a correspondência. Isso causa para ela problemas com os pais e com a diretor da escola. Em suma, ela fica sob a influência de X que, sentindo isso, às vezes fica voluntariamente calado. Incapaz de aguentar mais, ela pede-lhe que se revele.

## Análise
Ao escrever este texto, Christian Palustran afirmou que se propusera um desafio: o de "escrever um drama feito inteiramente de cartas, com emoções e reviravoltas, que mantivesse os espetadores ansiosamente atentos". Mas segundo a crítica do jornal L'Est républicain, "não é realmente um drama. Quase se poderia dizer que se trata de uma investigação policial epistolar" .Por outro lado, Arielle Gondonneau, na revista Vivre à Yvetôt, vê a peça como "Um drama íntimo onde fluem os sentimentos conturbados e complicados da adolescência, divididos entre a revolta e o amor louco, entre o desespero, disfarçado de modéstia e a arrogância cínica" .
A obra não julga nem a professora nem o aluno. Simplesmente conta como as suas cartas vão virar as suas vidas de cabeça para baixo.

## Histórico
Esta obra representou França em 1988 nas Estivades IATA em Marche-en-Famenne, na Bélgica . Em 1990, foi apresentada na Bélgica, em Charleroi e em Espanha, no Festival Universitário de Valhadolide, pelo Théâtre du Belvédère ; em 1991, foi apresentada em Lille, no Centro Nacional Dramático Francês para a Juventude (CDEJ) dirigida por François Gérard . Foi também encenada em várias cidades de França    e nomeadamente em Paris, no Espace Beaujon, em 2013, por Nadine Hermet  , bem como em Mainvilliers-Chartres, por Séverine Gaubert .
A obra foi traduzida e apresentada em várias línguas e países: em 2003, na Roménia, no Teatro de Baia Mare, dirigida por Gavril Pinte  e em 2006, nos Estados Unidos (Nova Iorque, New Loft Ensemble, 13e Street Repertory Theatre), dirigida por Josh Edelman .
Está publicada numa edição trilíngue francês-inglês-italiano i e foi uma das peças selecionadas para representar o teatro francês contemporâneo no livro Répertoire du théâtre contemporain de langue française de Claude Confortès.
Também foi transcrita para Braille .

## Publicações e traduções
- Un papillon jaune appelé Sphinx, A Yellow Butterfly Called Sphinx, Una farfalla gialla chiamata Sfinge, La Fontaine, 2002. Edição trilíngue em francês, inglês e italiano [16].